# Кулішівка (Житомирський район)
Куліші́вка — село в Україні, у Житомирському районі Житомирської області. Входить до складу Харитонівської сільської громади. Населення становить 53 особи.

## Географія
Селом протікає річка Жерем'янка.

## Історія
У 1864 році село Коростишівської волості Радомисльського повіту Київської губернії. Мешканців 26. Власність коростишівських Олізарів.